# Pierre Snackaert
Pierre Snackaert is een personage uit de Vlaamse soap Thuis. Snackaert, die gespeeld werd door Jos Van Geel, maakte in 2008 en 2009 deel uit van de serie.

## Fictieve biografie
Pierre (die door Julia 'Piet' wordt genoemd) is de ex-man van Julia. Uit hun huwelijk kwamen twee dochters voort: Katrien en Paulien. Inmiddels heeft hij een knipperlichtrelatie met Lindsay(Lyn) Cremers, de zus van Tim. Het is niet bekend of het nog aan is tussen hen.
Pierre heeft niet veel gezag over zijn dochters, die hij niet vaak meer ziet. Met Julia komt hij - weliswaar op vriendschappelijke basis - nog redelijk goed overeen. Even voor haar huwelijk met Cois probeerde hij haar terug voor zich te winnen, maar dat mislukte.

## Trivia
- Jos Van Geel had in seizoen 1 ook een bijrol als meneer Dedonder van de vakbond. In de latere seizoenen ook als kandidaat-directeur van Martines school.